# Castillo de Aguilar de Segarra
El castillo de Aguilar está situado en la colina del cementerio viejo del municipio de Aguilar de Segarra, en la comarca de Bages.
Los únicos restos que se conservan son unos fragmentos de muro hechos con sillares bien tallados no muy lejos de la iglesia de Sant Andrés. El aspecto actual es de desolación tras la destrucción de la iglesia durante la guerra civil. Terminada la guerra, se construyó la iglesia nueva de Sant Andrés, inaugurada en abril de 1949.

## Historia
El cerro, aparte de un excelente mirador sobre el valle de Aguilar, fue un lugar estratégico en tiempos de guerra. Así, el origen del castillo se sitúa en el sistema defensivo empleado en la Segarra en la lucha contra los sarracenos en el siglo X.
El castillo de Aguilar está documentado ya en 983. Fue de los señores de Cervera durante los siglos XI y XII. Avanzado el siglo XIV, el pavorde de la canónica de la Seu de Manresa adquirió la jurisdicción al rey Pedro III.